# Tiến Thủy

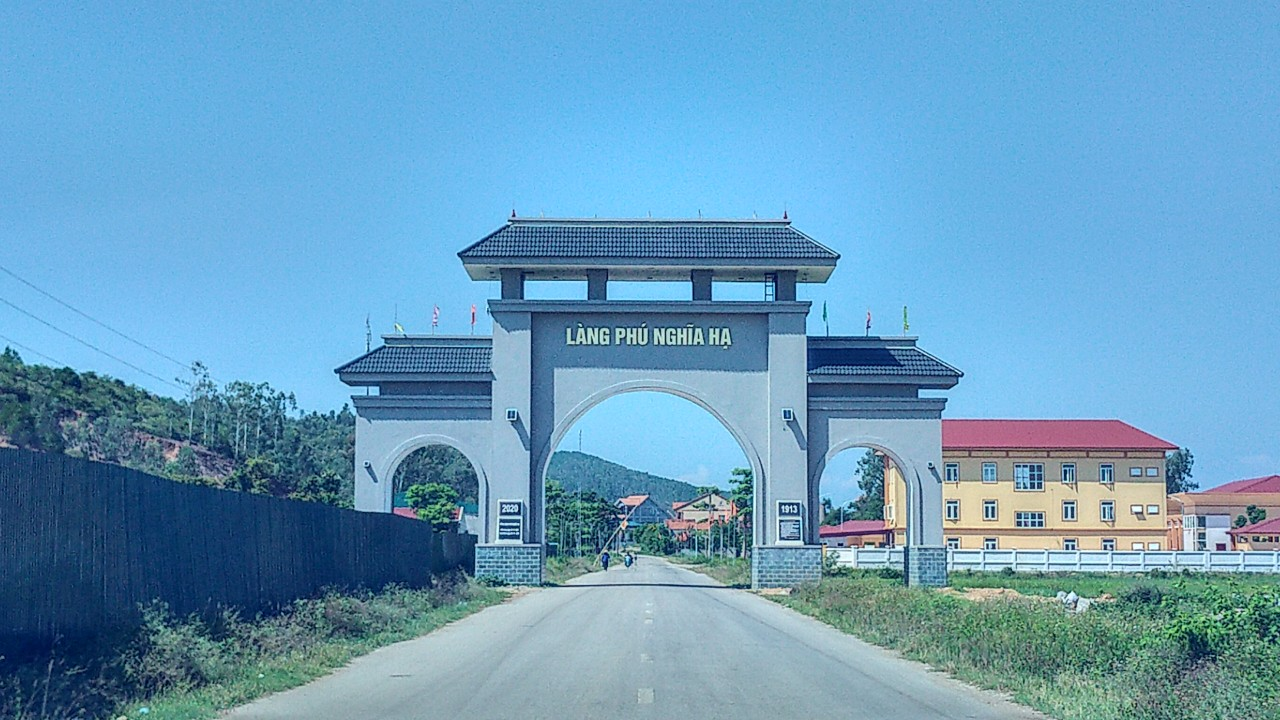
Cổng Làng Phú Nghĩa Hạ (Tên làng cũ) - Xã Tiến Thủy

Tiến Thủy là một xã ven biển của huyện Quỳnh Lưu, tỉnh Nghệ An, Việt Nam.

## Địa lý
Xã Tiến Thủy nằm cách thị trấn Cầu Giát 12 km về phía đông, cách thành phố Vinh 72 km về phía bắc theo đường bộ, 51 km đường chim bay, có vị trí địa lý:
- Phía đông và đông nam  lgiáp vịnh Bắc Bộ
- Phía bắc và đông – đông bắc giáp xã Quỳnh Nghĩa
- Phía nam giáp xã Quỳnh Thuận
- Phía tây giáp xã An Hòa
- Phía nam và tây nam giáp xã Quỳnh Thuận và xã Quỳnh Long.

Theo thống kê năm 2012, xã có diện tích 3,90 km², dân số là 9.475 người, mật độ dân số đạt 2.429 người/km².

## Hành chính
Xã được chia thành 9 thôn: Sơn Hải, Minh Sơn, Đức Xuân, Phúc Thành, Thành Tiến, Tiến Mỹ, Phong Tiến, Phong Thắng, Phong Thái.

## Kinh tế
Người dân có nghề thu nhập chính là nghề đánh bắt thủy hải sản và nghề đóng tàu. Ngoài ra còn có các nghề phụ như: chăn nuôi (ở thôn Minh Sơn và Sơn Hải), buôn bán (ở các thôn khác).

## Văn hóa
- Đền Chính nằm cạnh UBND xã
- Đền Thượng thuộc xóm Phúc Xuân.